# Червонополянский сельский совет (Чаплинский район)
Червонополянский сельский совет (укр. Червонополянська сільська рада) — входит в состав
Чаплинского района
Херсонской области
Украины.
Административный центр сельского совета находится в 
с. Червоная Поляна
.

## История
- 1920 — дата образования.

## Населённые пункты совета
- с. Червоная Поляна
- с. Новый Гай